# Gran Mezquita de Jamia
La Gran Mezquita de Jamia (en urdu: گرینڈ جامع مسجد‎) es una mezquita situada en Bahria Town, Lahore, Pakistan. Con capacidad para setenta mil fieles, es la tercera mezquita más grande de Pakistán y la séptima más grande del mundo.
Diseñada por Nayyar Ali Dada, fue inaugurada en el Eid al-Adha, el 6 de octubre de 2014. Puede albergar a veinticinco mil fieles en su interior, mientras que si se añaden el patio y el pasillo que conduce a los salones principales de oración puede alojar un total de setenta mil. Su arquitectura se inspira en la Badshahi Masjid, la mezquita de Wazir Khan y la mezquita Sheikh Zayed, y su construcción costó más de 4000 millones de rupias, aproximadamente 39 millones de dólares.
La mezquita tiene cuatro minaretes, cada uno de ellos de cincuenta metros de altura, y una gran cúpula rodeada de veinte cúpulas más pequeñas. El exterior está revestido con más de cuatro millones de azulejos de Multán hechos a mano. El interior está decorado con alfombras hechas a medida fabricadas en Turquía y más de cincuenta lámparas de araña fabricadas en Irán. Una de las plantas alberga un museo del patrimonio islámico que exhibe colecciones coránicas, una biblioteca islámica y una galería de arte islámica con varios objetos únicos.

## Diseño

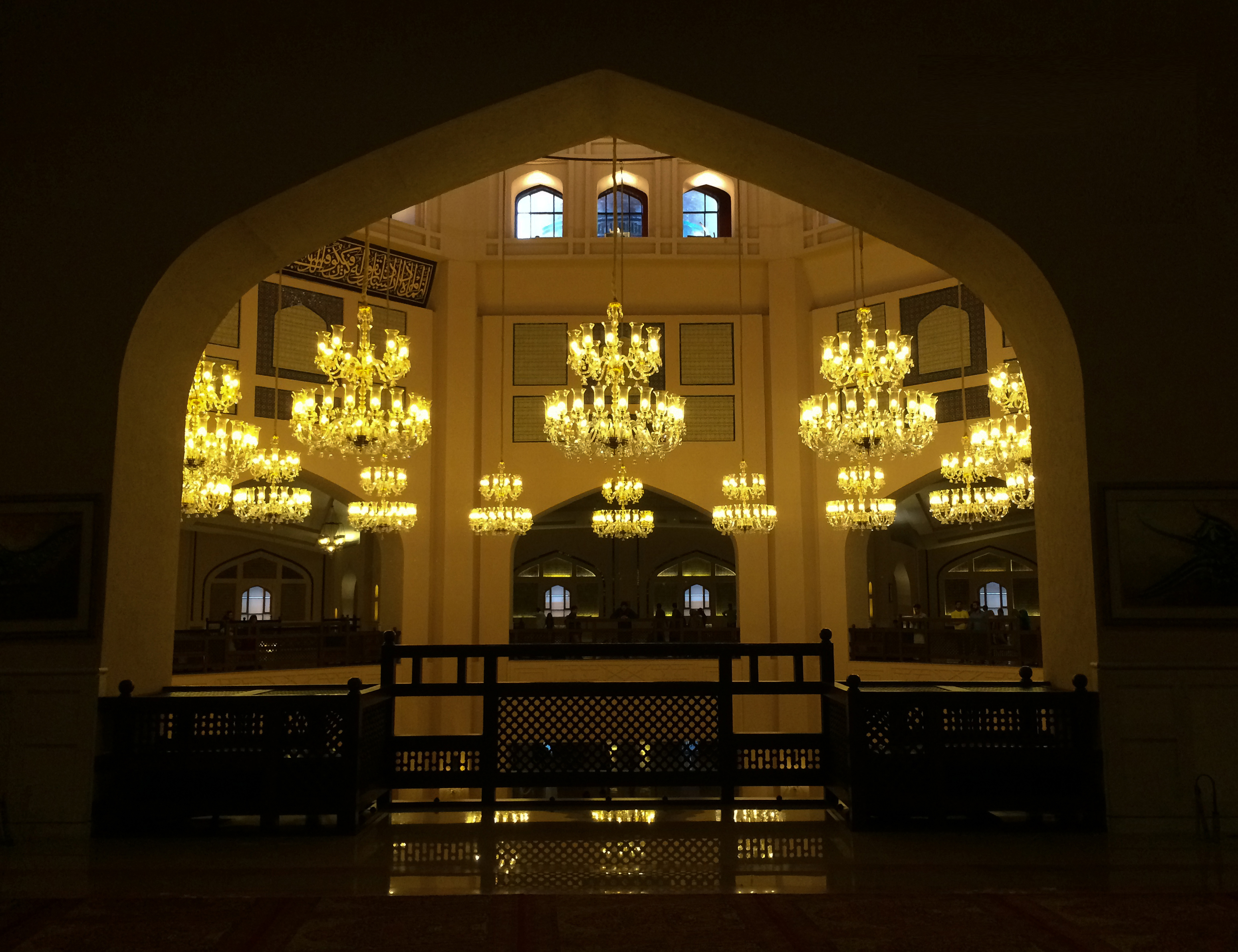
El interior de la mezquita.

La base de toda la estructura está elevada unos seis metros por encima del terreno, y la azotea alcanza los 24 metros de altura. Cuatro minaretes de 50 metros de altura marcan las esquinas del edificio. La mezquita tiene seis puertas de madera con forma de arco y su interior exhibe blancas lámparas de araña, azulejos y frescos de extraordinaria belleza. La cúpula central es la joya de la corona de esta magnífica pieza de artesanía, y tiene una altura de 12 metros y un diámetro de 15 metros.
La mezquita usa materiales completamente locales, reflejando la esencia de la arquitectura indo-islámica con una rica mezcla de elementos modernos. La estructura principal está construida con «ladrillo Gutka» hecho de «barro de Multán» para evitar el salitre que se encuentra frecuentemente en los ladrillos de Lahore. La estructura de ladrillos fue decorada profusamente con azulejos esmaltados con mosaicos de colores brillantes que representan formas geométricas y patrones florales. Fue diseñada para ser una maravilla arquitectónica que fusionara los estilos artísticos islámicos moderno y clásico. El exterior está revestido con mármol blanco griego e italiano, mientras que el interior está decorado con caligrafía islámica. Los minaretes de forma octogonal se elevan majestuosamente hasta una altura de 50 metros. La base de cada minarete tiene cuatro puertas de madera con forma de arco decoradas con mosaicos en colores vibrantes que suben hasta la cima de la estructura. Cada minarete tiene balcones de madera hechos de sisu y están coronados con cúpulas.
El patio ajardinado fue diseñado en el típico estilo chahar bagh, que es un estilo persa de jardín presente en muchas grandes mezquitas del subcontinente indio. El jardín, con forma de cuadrilátero, sigue un esquema de planta en cruz y está dividido en cuatro partes a través de dos senderos que se cortan perpendicularmente, con una bonita fuente de agua en el centro.